# 칸쿠로 (나루토)
칸쿠로(カンクロウ)는 만화 《나루토》의 등장인물이다.
성우: 카세 야스유키 / 김정은
4대 카제카게의 장남으로, 테마리의 동생이자 가아라의 형이다. 뛰어난 꼭두각시술사로, 꼭두각시 쿠로아리, 산쇼우오, 카라스를 사용한다. 모래 마을 상층부의 명령으로 《나뭇잎 부수기》에 동참하였다.